# Rhenus
Rhenus é uma empresa alemã especializada em sistemas de logística com operações na Europa, Ásia e América do Sul. A empresa foi fundada em 13 de novembro de 1912.